# Cauda-cortada-cinzenta
Cauda-cortada-cinzenta (Tesia cyaniventer) é uma espécie de ave da família Cettiidae. Pode ser encontrada nos seguintes países: Bangladexe, Butão, Camboja, China, Índia, Laos, Mianmar, Nepal, Tailândia e Vietname. Os seus habitats naturais são: regiões subtropicais ou tropicais húmidas de alta altitude.